# Резервный банк Фиджи
Резервный банк Фиджи (англ. Reserve Bank of Fiji) — центральный банк Фиджи.

## История
В 1867 году начат выпуск банкнот казначейства. 17 марта 1874 года правительство Фиджи было объявлено банкротом, выпуск банкнот был прекращён. Банкноты для Фиджи выпускали частные банки: Банк Новой Зеландии, Банк Нового Южного Уэльса, Банковская и коммерческая компания Фиджи.
В 1914 году создано подразделение колониальной администрации — Валютный совет Фиджи, получивший исключительное право эмиссии. В 1918 начат выпуск банкнот правительства колонии, в 1934 году — фиджийских монет.
В апреле 1973 года создано Центральное управление денежного обращения, которому передано право эмиссии. 1 января 1984 года учреждён Резервный банк Фиджи.